# Tustin (Michigan)
Tustin è un villaggio degli Stati Uniti d'America, situato nello Stato del Michigan, nella contea di Osceola.